# 14400 Baudot
14400 Baudot eller 1990 WO4 är en asteroid i huvudbältet som upptäcktes den 16 november 1990 av den belgiske astronomen Eric W. Elst vid La Silla-observatoriet. Den är uppkallad efter den franske uppfinnaren Émile Baudot.
Asteroiden har en diameter på ungefär 5 kilometer.